# Groot Homo
Groot Homo is een woonwijk in Lanklaar, deelgemeente van de Belgische gemeente Dilsen-Stokkem en bevindt zich tussen de kernen van Lanklaar en Niel-bij-As (gemeente As), onmiddellijk ten oosten van het Stokkemerbos. Groot Homo heeft het karakter van een villapark met veelal vrijstaande woningen.
De wijk ligt net ten noorden van de N75 Boslaan, er tegenover in het zuiden (een halve kilometer van Groot Homo) ligt de wijk Nieuw Homo. Net ten noorden van de wijk ligt het jeugdvakantiecentrum Heuvelsven en een kilometer ten noordwesten loopt het voormalige Kolenspoor (spoorlijn 21A), nu fietssnelweg F751.
De merkwaardige naam van deze wijk is ontstaan door een verbastering van de achternaam van Joseph Haumont (1783-1848), die opzichter was bij het Departement van Bruggen en Wegen, en die daarnaast ook filosoof en dichter was. Rond 1840 trok hij zich terug in een huis dat hij in Lanklaar had laten bouwen, en dat de naam Groot-Homo kreeg, verwijzend naar de fonetische uitspraak van Haumont. "Klein Homo" en "Nieuw Homo" hebben dezelfde etymologie.